# Qian Xu
 (septembre 2013).
Qian Xu ou Ch'ien Hsũ ou Ts'ien Hiu （錢旭）, surnom: Dongbo (東白) est un peintre chinois du XVIe siècle, originaire de Hangzhou (capitale de la province du Zhejiang). Ses dates de naissances et de décès, ne sont pas connues.

## Biographie
Peintre de paysages, Qian Xu est actif dans la seconde moitié du XVIe siècle, on connait de lui deux albums, l'un daté de 1560, l'autre de 1581. Un rouleau de 1634, ainsi qu'un éventail daté de 1590 lui sont également attribués.